# 히라쓰카 유토
히라쓰카 유토(일본어: 平塚 悠知, 1996년 4월 13일~)는 일본의 축구 선수이다.

## 구단 경력
그는 2019년 J2리그의 미토 홀리호크에 입단했다. 2022년까지 76경기에 출전하여, 2득점을 넣었다. 2022년 8월 J1리그의 아비스파 후쿠오카로 이적했다. 2023년에 J리그컵 우승을 차지했다. 2025년 J2리그의 방포레 고후로 이적했다.